# Austin Powers
Sir Austin Pericolo Powers (Sir Austin Danger Powers nella versione originale) è il personaggio protagonista dell'omonima serie di film dove è interpretato da Mike Myers, autore del soggetto e della sceneggiatura delle tre pellicole.
Powers è un agente segreto al servizio di Sua Maestà la Regina d'Inghilterra. Rimasto ibernato dagli anni sessanta a oggi, Powers irrompe nel mondo moderno portandosi dietro tutti gli stereotipi della swinging London e del movimento hippie, uniti a quelli dell'agente segreto-sex symbol alla James Bond. Tutti questi elementi sono in comica opposizione al suo aspetto fisico tutt'altro che piacevole (i suoi denti poco curati, in particolare, riproducono il pregiudizio diffuso negli Stati Uniti secondo cui gli inglesi sarebbero carenti in fatto di igiene orale). In particolare, Austin possiede una "qualità" molto speciale e rarissima: il "maipiùmòscio", ovvero una essenza virile fuori dal comune, che gli permette un rapporto più confidenziale con il gentil sesso.
Austin Powers è una chiara parodia delle storie di spionaggio degli anni sessanta, in particolare dei film di Derek Flint, Harry Palmer, Matt Helm e specialmente James Bond. Simon Dee (1935–2009), presentatore televisivo e radiofonico, rivelò che il personaggio di Austin Powers era stato ispirato a lui. Mike Myers rivelò, invece, che Austin era ispirato a suo padre Eric Myers.
In tutti e tre i film, il personaggio ha ricevuto critiche positive. Entertainment Weekly ha inserito il personaggio al 23º posto nella classifica dei "100 più grandi personaggi degli ultimi 20 anni". Per la sua interpretazione di Powers, Mike Myers ha vinto vari premi, inclusi un American Comedy Awards, un Canadian Comedy Awards e un MTV Movie Awards per la miglior prestazione comica.

## Biografia

### Primo film
In Austin Powers - Il controspione, Austin Powers ci viene presentato come un agente segreto al servizio di Sua Maestà la Regina d'Inghilterra. Conosciuto a Londra, soprattutto tra le donne, Austin combatte il crimine con l'aiuto della Signorina Kensington, sua partner e con cui sembra aver avuto una relazione. Il nemico giurato di Austin è il Dottor Male, uno scienziato pazzo disposto a tutto pur di controllare il mondo. Quando il Dottor Male si iberna in maniera tale da poter tornare nel futuro, Austin decide di ibernarsi a sua volta in modo da poter essere risvegliato quando il Dottor Male ritornerà per conquistare il mondo. Passati trent'anni, Austin si risveglia dall'ibernazione per poter ostacolare i piani del Dottor Male. Si allea, così, con Vanessa Kensington (figlia della Signorina Kensington), con la quale sconfigge il suo nemico di sempre. Alla fine del film si sposa con Vanessa che lo ambienta definitivamente ai giorni nostri.

### Secondo film
Nel film Austin Powers - La spia che ci provava, Powers ritorna di nuovo single, in quanto Vanessa si rivelerà un automa (o meglio un "autopa") e verrà distrutta in seguito ad uno scontro con lo stesso Austin. Quando il Dottor Male, affiancato dal suo clone Mini-Me e dall'obeso italo-americano Ciccio Bastardo, riesce ad impadronirsi del "maipiùmòscio", Austin affronta nuovamente il nemico e lo sconfiggerà grazie alla collaborazione della sua nuova partner, nonché nuova fidanzata Felicity Ladà.

### Terzo film
Nel terzo film Austin Powers in Goldmember, Austin è costretto ad affrontare nuovamente il Dottor Male, affiancato stavolta da Goldmember, i quali hanno rapito il padre di Austin, Nigel Powers. Aiutato dalla sua vecchia fiamma Foxxy Cleopatra, Austin si allea con Mini-Me, sconfigge Goldmember e si riappacifica con il Dottor Male, il quale si scoprirà essere suo fratello scomparso Douglas Powers. Nel film viene anche rivelato il rapporto tra Austin e suo padre. Quest'ultimo, infatti, è stato poco presente nella vita del figlio e perciò Austin è cresciuto senza un padre, bensì più con un amico. Solo alla fine del film i due si riappacificheranno.

## Altri media
Austin Powers sarebbe dovuto comparire nell'omonima serie televisiva a cartoni animati degli anni novanta che però non vide mai luce. Il personaggio è stato inoltre utilizzato come testimonial per vari prodotti, tra cui la Pepsi-Cola. È anche coprotagonista nel videoclip di Madonna Beautiful Stranger, e fa una breve apparizione in Boys di Britney Spears.